# Ambassade van IJsland in Zwitserland
De ambassade van IJsland in Zwitserland, formeel Permamente Missie van IJsland in Genève, is gevestigd in Genève in de wijk Sécheron. De ambassade opende in 1970 als IJslandse missie naar de Europese Vrijhandelsassociatie. Later kwamen daar andere internationale organisaties bij, en werd het in 2018 ook de diplomatieke vertegenwoordiging naar de staat Zwitserland.

## Geschiedenis
De bilaterale betrekkingen tussen IJsland en Zwitserland werden op 15 juli 1947 geformaliseerd. Op 3 mei 1949 werd Pétur Benediktsson als eerste IJslandse ambassadeur naar Zwitserland geaccrediteerd, die deze vertegenwoordiging vanuit de ambassade in Parijs deed.
IJsland werd op 1 maart 1970 lid van de Europese Vrijhandelsassociatie (EVA), waarna in Genève een missie opgericht werd met Einar Benediktsson als de eerste permanente vertegenwoordiger van IJsland naar de EVA. Later werden de vertegenwoordigingen naar de Wereldhandelsorganisatie en de Europese organisaties van de Verenigde Naties aan de missie toegevoegd.
De missie was jarenlang alleen de permanente vertegenwoordiging naar internationale organisaties in Genève. De diplomatieke vertegenwoordiging naar Zwitserland werd tot februari 2018 afgehandeld via ambassades in achtereenvolgens Frankrijk, Duitsland en België. In de periode 2001 tot 2007 was de permanente vertegenwoordiger naar de EVA in Genève geaccrediteerd als ambassadeur naar Slovenië, en vanaf 2007 naar Liechtenstein. Deze werd eerder vanuit België bediend.

## Missie
De IJslandse missie behartigt de relaties met Zwitserland, Liechtenstein en sinds 2022 de Heilige Stoel (Vaticaanstad), waarbij de ambassadeur in Genève in deze landen is geaccrediteerd. Er zijn in Zwitserland twee honorair consuls benoemd. De missie vertegenwoordigt IJsland bij de EVA, WTO, VN en andere internationale organisaties in Genève.

## Ambassadeurs
De volgende diplomaten waren ambassadeur voor IJsland naar Zwitserland. Tot 2018 waren deze 'niet-residerend' ambassadeur met een standplaats buiten Zwitserland.
| #                                                              | Naam                                        | Aanstelling                                 | Einde missie                                | Noten                                       |
| Zaakgelastigde ambassadeur vanuit Frankrijk                    | Zaakgelastigde ambassadeur vanuit Frankrijk | Zaakgelastigde ambassadeur vanuit Frankrijk | Zaakgelastigde ambassadeur vanuit Frankrijk | Zaakgelastigde ambassadeur vanuit Frankrijk |
| -------------------------------------------------------------- | ------------------------------------------- | ------------------------------------------- | ------------------------------------------- | ------------------------------------------- |
| 1                                                              | Pétur Benediktsson                          | 3 mei 1949                                  | 25 november 1955                            |                                             |
| Zaakgelastigde ambassadeur vanuit Duitsland                    |                                             |                                             |                                             |                                             |
| 2                                                              | Helgi P. Briem                              | 28 november 1956                            | 28 december 1960                            |                                             |
| 3                                                              | Pétur Thorsteinsson                         | 28 december 1960                            | 1 juni 1962                                 |                                             |
| 4                                                              | Magnús V. Magnússon                         | 1 juni 1962                                 | 30 september 1969                           |                                             |
| 5                                                              | Árni Tryggvason                             | 15 december 1969                            | 8 juli 1976                                 |                                             |
| 6                                                              | Niels P. Sigurðsson                         | 8 juli 1976                                 | 2 maart 1979                                |                                             |
| 7                                                              | Pétur Eggerz                                | 2 maart 1979                                | 21 oktober 1983                             |                                             |
| 8                                                              | Hannes Jónsson                              | 21 oktober 1983                             | 23 februari 1987                            |                                             |
| 9                                                              | Páll Ásgeir Tryggvason                      | 23 februari 1987                            | 28 september 1989                           |                                             |
| 10                                                             | Hjálmar W. Hannesson                        | 28 september 1989                           | 16 mei 1995                                 |                                             |
| 11                                                             | Ingimundur Sigfússon                        | 16 mei 1995                                 | 23 november 2001                            |                                             |
| 12                                                             | Jón Egill Egilsson                          | 23 november 2001                            | 16 februari 2005                            |                                             |
| 13                                                             | Ólafur Davíðsson                            | 16 februari 2005                            | 5 december 2007                             |                                             |
| Zaakgelastigde ambassadeur vanuit België                       |                                             |                                             |                                             |                                             |
| 14                                                             | Stefán Haukur Jóhannesson                   | 5 december 2007                             | 23 juni 2011                                |                                             |
| 15                                                             | Þórir Ibsen                                 | 23 juni 2011                                | 31 augustus 2014                            |                                             |
| 16                                                             | Bergdís Ellertsdóttir                       | 1 september 2014                            | 1 februari 2018                             | [ 8 ]                                       |
| Ambassadeur in Zwitserland                                     |                                             |                                             |                                             |                                             |
| 17                                                             | Harald Aspelund                             | 19 juni 2018                                | 31 juli 2022                                | [ 9 ] [ 10 ]                                |
| 18                                                             | Einar Gunnarsson                            | 14 oktober 2022                             |                                             | [ 11 ] [ 12 ] [ 13 ]                        |
| Bron tot en met maart 2016. Lijst bijgewerkt in februari 2024. |                                             |                                             |                                             |                                             |